# Aegonychon
Aegonychon Gray – rodzaj roślin należący do rodziny ogórecznikowatych (Boraginaceae). Obejmuje trzy gatunki. W Europie Południowej i Środkowej oraz południowo-zachodniej Azji rośnie nawrot czerwonobłękitny A. purpurocaeruleum. A. calabrum występuje tylko na Półwyspie Apenińskim. Zasięg A. zollingeri obejmuje wschodnią Azję – Chiny, Półwysep Koreański i Japonię. Jedynym przedstawicielem rodzaju w Polsce jest nawrot czerwonobłękitny (nazwa zwyczajowa wynika z dominującego w XX wieku szerokiego ujmowania rodzaju nawrot Lithospermum, obejmującego gatunki tu zaliczane).

## Systematyka
Rodzaj należy do plemienia Lithospermeae w podrodzinie Boraginoideae Arnott w obrębie rodziny ogórecznikowatych Boraginaceae. W obrębie plemienia tworzy monofiletyczny klad z rodzajami Buglossoides, Glandora i nawrot Lithospermum, którego powstanie datowane jest na ok. 21,4 miliony lat temu. W obrębie rodzaju A. calabria jest siostrzany względem pary A. purpurocaeruleum/A. zollingeri.
Wykaz gatunków
- Aegonychon calabrum (Ten.) ined.
- Aegonychon purpurocaeruleum (L.) Holub – nawrot czerwonobłękitny
- Aegonychon zollingeri (DC.) Holub